# 224P/LINEAR-NEAT
224P/LINEAR-NEAT (też LINEAR-NEAT 5) – kometa krótkookresowa, należąca do rodziny Jowisza.

## Odkrycie
Kometa została odkryta 4 grudnia 2003 roku w ramach programów obserwacyjnych LINEAR i NEAT.

## Orbita komety i właściwości fizyczne
Orbita komety 224P/LINEAR-NEAT ma kształt elipsy o mimośrodzie 0,43. Jej peryhelium znajduje się w odległości 1,88 j.a., aphelium zaś 4,8 j.a. od Słońca. Jej okres obiegu wokół Słońca wynosi 6,11 roku, nachylenie do ekliptyki to wartość 14,72˚.
Jądro tej komety ma rozmiary maks. kilku km.